# De Bazel
Pour les articles homonymes, voir Bazel (homonymie).
 (février 2023).
Si vous disposez d'ouvrages ou d'articles de référence ou si vous connaissez des sites web de qualité traitant du thème abordé ici, merci de compléter l'article en donnant les références utiles à sa vérifiabilité et en les liant à la section « Notes et références ».
De Bazel est un bâtiment historique classé du côté ouest de la Vijzelstraat à Amsterdam. Construit en briques, il s'étend du Herengracht au Keizersgracht. C'est un exemple de l'expressionnisme de brique.

## Histoire

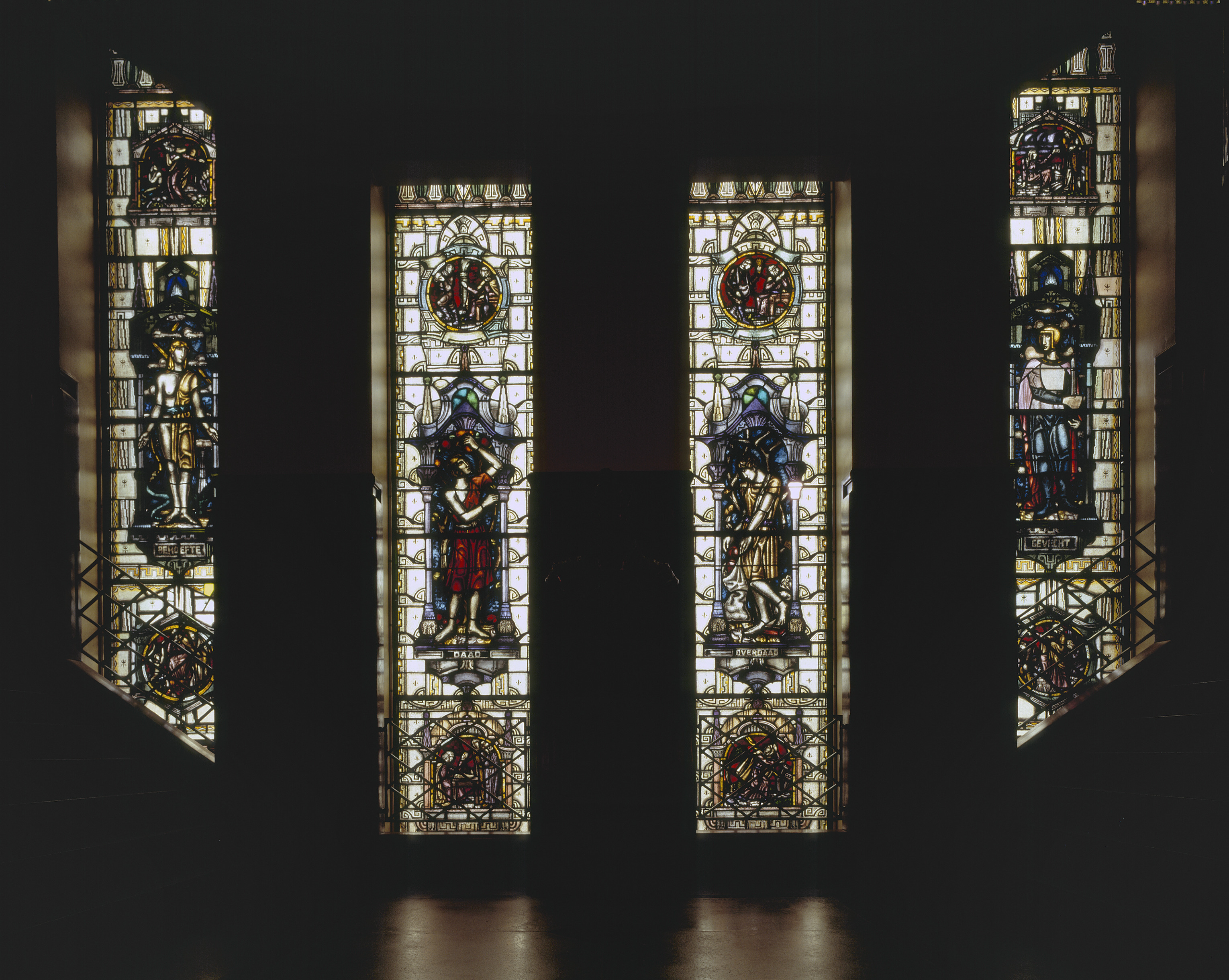
Vitraux

Le bâtiment était l'œuvre la plus importante de l'architecte néerlandais Karel de Bazel et a été construit de 1919 à 1926 en tant que siège social de la Nederlandsche Handel-Maatschappij (NHM). L'architecte mourut en 1923, trois ans avant l'achèvement. Les sculptures à l'extérieur du bâtiment sont de Joseph Mendes da Costa, Lambertus Zijl et Hendrik A. van den Eijnde. Les vitraux ont été réalisés par Joep Nicolas d'après les dessins d'Antoon Derkinderen. Le bâtiment s'intitulait De Spekkoek, d'après le spekkoek, une délicatesse néerlando-indonésienne, mais porte désormais le nom de l'architecte.

### Histoire coloniale

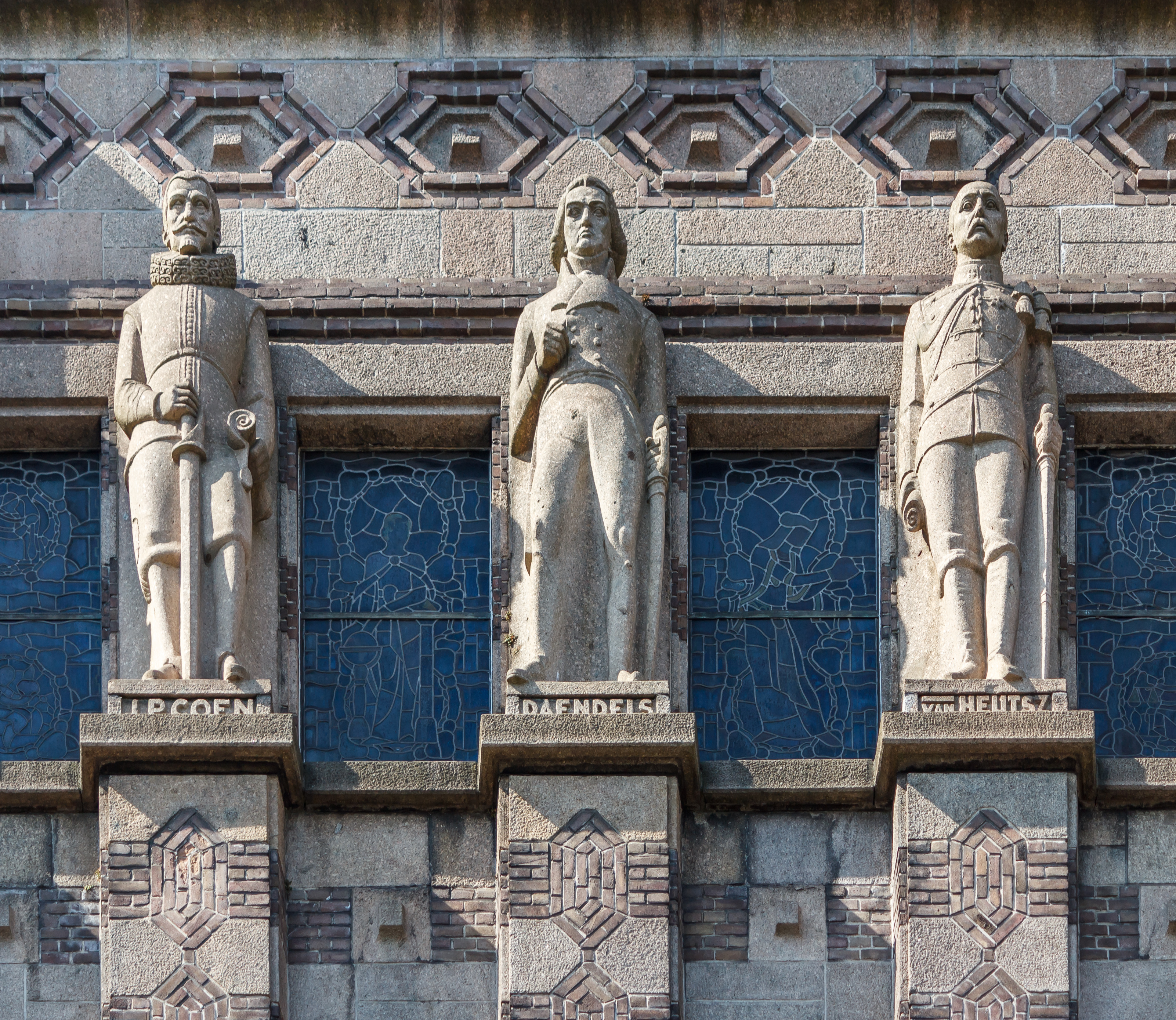
Trois généraux coloniaux couronnant le sommet du bâtiment

Le bâtiment commémore l'histoire du NHM et plus particulièrement les actes héroïques des trois généraux coloniaux Jan Coen, Herman Daendels et Jan van Heutsz.
De Bazel a servi de bureau principal du NHM, puis de l'Algemene Bank Nederland et de la banque néerlandaise ABN AMRO. En 1999, la ville d'Amsterdam a acheté le bâtiment. Après rénovation, le bâtiment a rouvert le 7 août 2007 pour abriter les Archives de la ville d'Amsterdam. Le bâtiment abrite également le Bureau Monumenten & Archéologie. Il a été officiellement inauguré le 12 septembre 2007 par la reine Beatrix.

## Le bâtiment

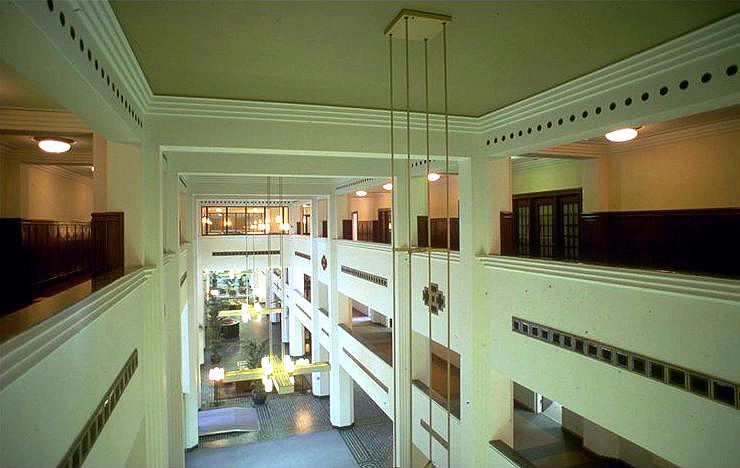
L'intérieur aujourd'hui

Le bâtiment est centré sur deux cours de lumière et ses détails intérieurs ressemblent quelque peu aux œuvres des architectes américains Frank Lloyd Wright et Louis Sullivan. Presque toutes les parties intérieures du bâtiment, telles que les mosaïques au sol, les cadres des conduits d'aération, les cabines téléphoniques, les décorations des chambres, ainsi que son mobilier, ont également été conçues par de Bazel.
Les matériaux, la volumétrie, l'échelle, les détails intérieurs et les sculptures extérieures font de ce bâtiment un bon exemple, bien que tardif, de la variété hollandaise de l'expressionnisme de brique. Bien que de nombreuses modifications aient été apportées au bâtiment, une grande partie de l'intérieur est restée dans son état d'origine, dont la grande salle de réunion au troisième étage. Le bâtiment a été déclaré monument classé en 1991.

## Source de traduction
- (en) Cet article est partiellement ou en totalité issu de l’article de Wikipédia en anglais intitulé « De Bazel » (voir la liste des auteurs).